# Genustrubbel

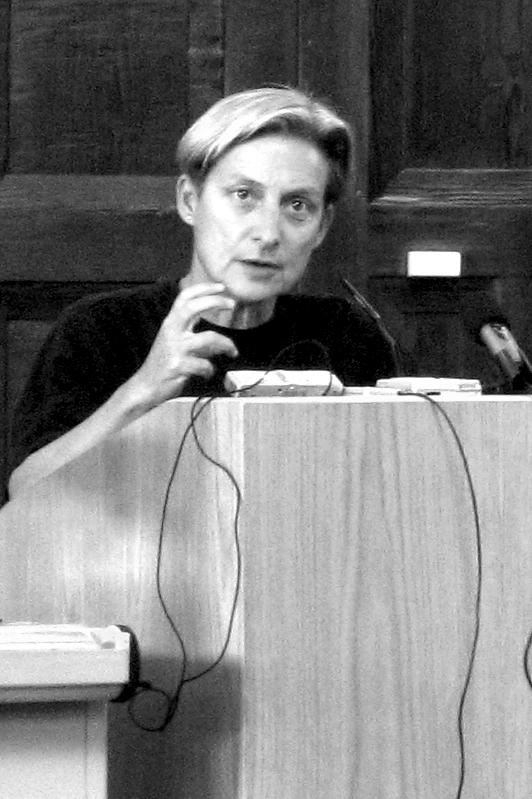
Judith Butler föreläser på Hamburgs universitet, april 2007.

Genustrubbel. Feminism och identitetens subversion (original: Gender Trouble: Feminism and the Subversion of Identity) är en bok från 1990 av den amerikanska filosofen och feministen Judith Butler, ofta betraktad som en poststrukturalistisk genusteoretiker. I boken argumenterar Butler för att det sociala könet, genus, är en form av improviserad iscensättning. Arbetet har influerat feminism, genusvetenskap och queerteori. Butlers idéer om genus ses som grunden i queerteori.

## Innehåll
Butler kritiserar en grundtanke i feministisk teori, nämligen den att det finns en könsidentitet och ett subjekt som kräver att bli representerade i politik och språk. För Butler är kategorier såsom "kvinnan" en kategori fylld av andra kategorier, såsom klasstillhörighet, etnicitet och sexualitet. Dessa termers universalism finns parallellt med tanken om att patriarkatet är universellt och eliminerar exakta förtryck i specifika tider och platser. Butler försöker undvika identitetspolitik och vill istället ha en koalitionsfeminism som kritiserar identitet och genus. Hen utmanar sina läsares antaganden om skillnaden mellan kön och genus, där kön är det biologiska och genus det kulturellt skapade. Hen menar att distinktionen visar först på en klyvning i det påstådda enade feministiska subjektet, sen även att distinktionen mellan just kön och genus är falsk. Könade kroppar kan inte förstås utan genus, och den uppenbara förekomsten av kön före diskursen och den kulturella påverkan är knappast en effekt av ett fungerande genus. Både kön och genus är konstruerade. 
Butler försöker skapa en feminism där könade pronomen inte existerar eller att de inte förstås som en rimlig kategori. Hen kritiserar även det binära förhållandet mellan subjekt och objekt som formerar det grundläggande antagandet i feministisk praktik:
| ” | We, 'women,' must become subjects and not objects" - is a hegemonic and artificial division. The notion of a subject is for her formed through repetition, through a 'practice of signification'". | „ |

Butler visar hur parodi, exempelvis drag, kan destabilisera och synliggöra de osynliga antaganden gällande genusidentitet. Det tydliggör hur dessa identitetspraktiker alltid misslyckas i att bli sitt kön/genus.

## Utgåva
Butler, Judith (1990). Gender trouble: feminism and the subversion of identity. New York: Routledge. ISBN 0415900425